# Eva Grimaldi

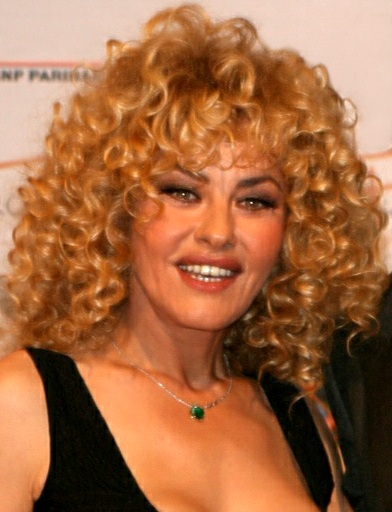
Eva Grimaldi (2009)

Eva Grimaldi (* 7. September 1961 in Verona; gebürtig Milva Perinoni) ist eine italienische Schauspielerin.

## Leben und Leistungen
Grimaldi debütierte im Jahr 1983 in der italienischen Fernsehserie Drive in. Im Filmdrama Kloster der 1000 Todsünden (1986) übernahm sie die Hauptrolle von Susanna, die von ihrem Vater vergewaltigt und anschließend in ein Kloster geschickt wird. Jeweils eine der Hauptrollen spielte sie ebenfalls in der Komödie Mia moglie è una bestia (1988) und im Liebesfilm Intimo (1988).
Im Filmdrama Stille Tage in Clichy (1990) von Claude Chabrol spielte Grimaldi eine der größeren Rollen. In der französischen Actionkomödie Die Schutzengel (1995) war sie an der Seite von Gérard Depardieu und Christian Clavier zu sehen. Im Mystery-Drama The Fine Art of Love: Mine Ha-Ha (2005) spielte sie an der Seite von Jacqueline Bisset. Grimaldi war von 2006 bis 2013 mit Fabrizio Ambroso verheiratet.
Seit 2019 ist sie mit Imma Battaglia verheiratet.

## Filmografie (Auswahl)
- 1983: Drive in (Fernsehserie)
- 1985: D’Annunzio
- 1986: Kloster der 1000 Todsünden (La monaca del peccato)
- 1987: Black Cobra (Cobra nero)
- 1987: Fellinis Intervista (Intervista)
- 1988: Mia moglie è una bestia
- 1988: Terror House (Quella villa in fondo al parco)
- 1988: Delitti e profumi
- 1988: Intimo
- 1989: Kinski Paganini (Paganini)
- 1990: Opa spielt verrückt (Tolgo il disturbo)
- 1990: Stille Tage in Clichy (Jours tranquilles à Clichy)
- 1990: Der kleine Tod der feinen Damen (Dames galantes)
- 1992: Racheengel (L’angelo con la pistola)
- 1995: Die Schutzengel (Les Anges gardiens)
- 1997: Ladri si nasce
- 2001–2002: Il bello delle donne
- 2005: The Fine Art of Love: Mine Ha-Ha (L’ educazione fisica delle fanciulle)